# Salamis (F-455)
Pour les articles homonymes, voir Salamis.
La frégate grecque Salamis (F-455) (en grec : Φ/Γ ΣΑΛΑΜΙΣ (F 455)) est le quatrième navire de la classe de frégates grecques  Hydra. Elle est basée sur les frégates allemandes de la Classe Meko 200 de Blohm + Voss et a été construite par Hellenic Shipyards Co. à Skaramangás.

## Historique
La frégate Salamis est la quatrième unité de la classe Hydra et alors que le navire tête de cette classe, la frégate Hydra (F-452) est construite à Hambourg, la Salamis est construite en Grèce par les chantiers Hellenic Shipyards Co. à Skaramangás comme deux autres navires de sa classe, les Spetsai (F-453) et Psara (F-454). Il s'agit du troisième navire de la marine hellénique à porter le nom de l'île de Salamine et de la célèbre bataille de Salamine; le premier étant le cuirassé inachevé Salamis (en).
Elle entre en service en décembre 1998, deux ans après avoir été lancée. En avril 2014, elle participe aux exercices conjoints Noble Dina entre la marine américaine, représentée par le destroyer USS Ramage et la marine israélienne représentée par la corvette de la classe Sa'ar V INS Eilat (501) (en).